# Giovanni Battista Moroni

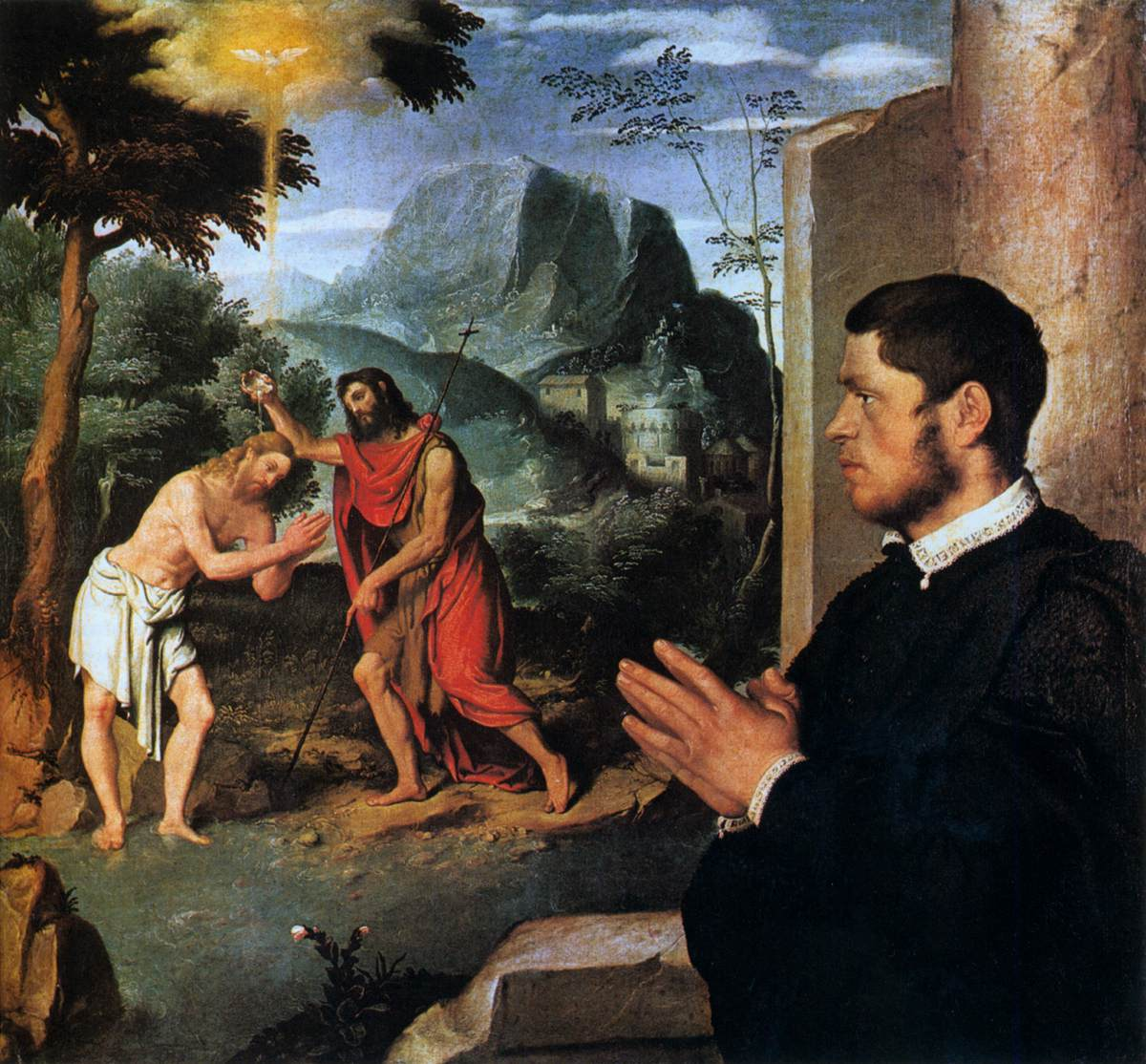
De doop van Christus met devote man, vermoedelijk zelfportret.

Giovanni Battista (ook wel 'Giambattista') Moroni (Albino, circa 1522 – Bergamo, 5 februari 1579) was een Italiaans kunstschilder uit de late renaissance. Hij werd vooral bekend om zijn realistische portretten.

## Leven en werk
Moroni was de zoon van een architect. Over zijn leven zijn slechts een beperkt aantal gegevens bekend, voornamelijk afgeleid uit zijn werken. Hij studeerde onder Moretto da Brescia en werkte enige tijd actief als assistent in diens atelier. Later was hij actief in Bergamo en Trento. Zijn werken tonen ook verwantschap met de Venetiaanse schilderkunst en een aantal van zijn werken vonden al snel hun weg naar die stad, maar er kan niet worden vastgesteld of Moroni daar ook daadwerkelijk heeft gewerkt.
Rond 1548 moet Moroni aanwezig zijn geweest bij het Concilie van Trente, waar de door de protestanten betwiste geloofspunten werden vastgesteld. Deze gebeurtenis zou haar weerslag krijgen in diverse religieuze werken uit die tijd, alsook op een aantal altaarstukken die hij op latere leeftijd maakte.
Tijdens het Concilie van Trente maakte Moroni ook kennis met Titiaan, wiens invloed duidelijk herkenbaar is in zijn latere werk. Uiteindelijk zou hij zich vooral toeleggen op de portretteerkunst. Tot ver in de twintigste eeuw bleef zijn werk onderbelicht. Dit kwam deels omdat in het verleden een aantal van zijn werken aan Titiaan werden toegeschreven, maar ook omdat hij niet werd vernoemd in Giorgio Vasari's Le vite (voluit 'Le Vite de' più eccellenti pittori, scultori, e architettori da Cimabue insino a' tempi nostri) (1550-1568), waarin de biografieën van de belangrijkste renaissancekunstenaars uit die tijd werden beschreven. Tegenwoordig wordt hij algemeen beschouwd als een van de grootste Italiaanse portretschilders van de 16de eeuw. Zijn portretten vallen op door een voor die tijd ongewoon realistische stijlopvatting. Sommige kunsthistorici menen dat Moroni invloed heeft uitgeoefend op Caravaggio, die uit dezelfde streek afkomstig was, maar het is niet aangetoond dat Caravaggio diens werk ook daadwerkelijk gekend heeft.

## Trivia
- De Zwitserse schrijfster en kunsthistorica Gertrud Lendorff (1900-1986) doctoreerde met een proefschrift over Giovanni Battista Moroni.[1]

## Galerij

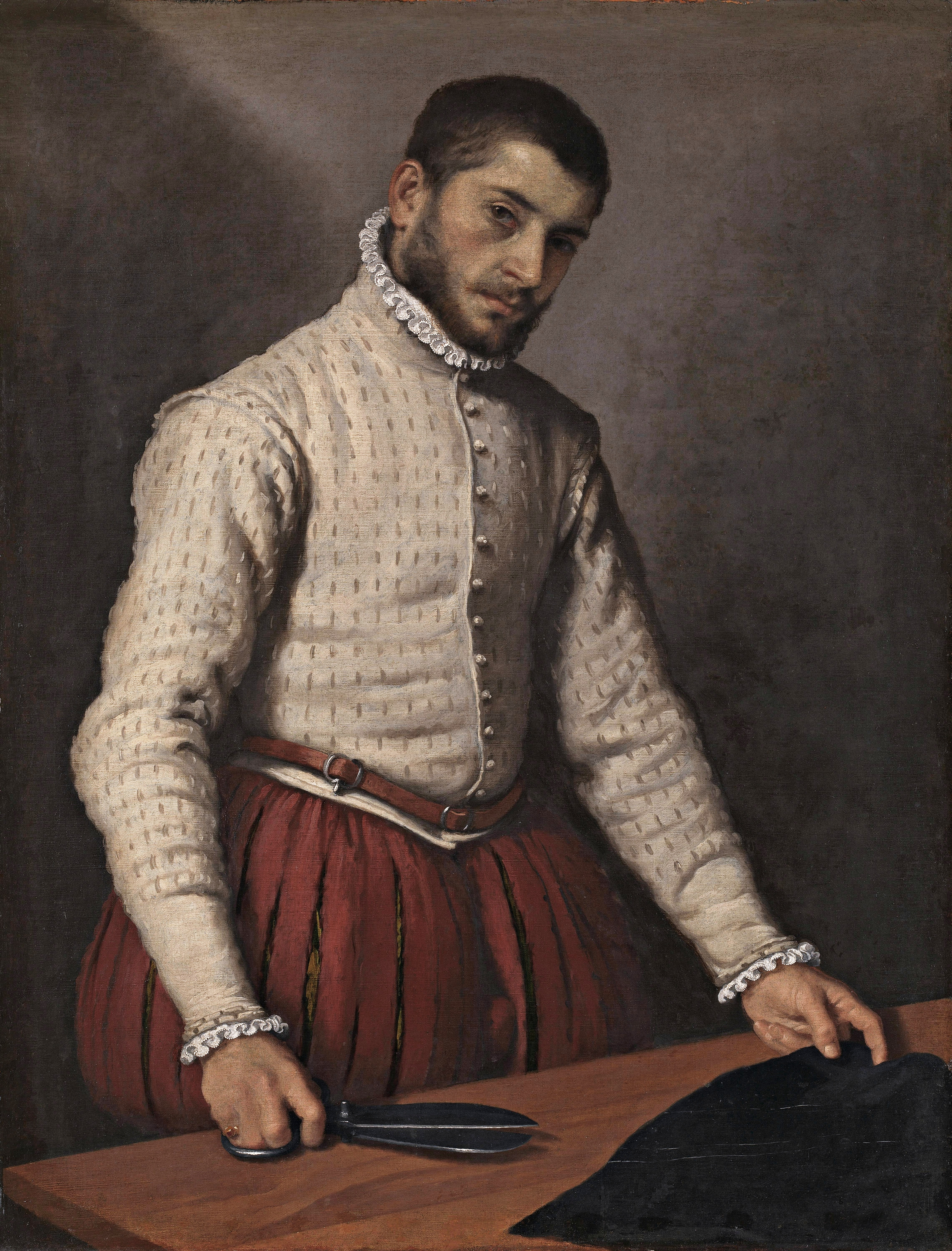
De kleermaker
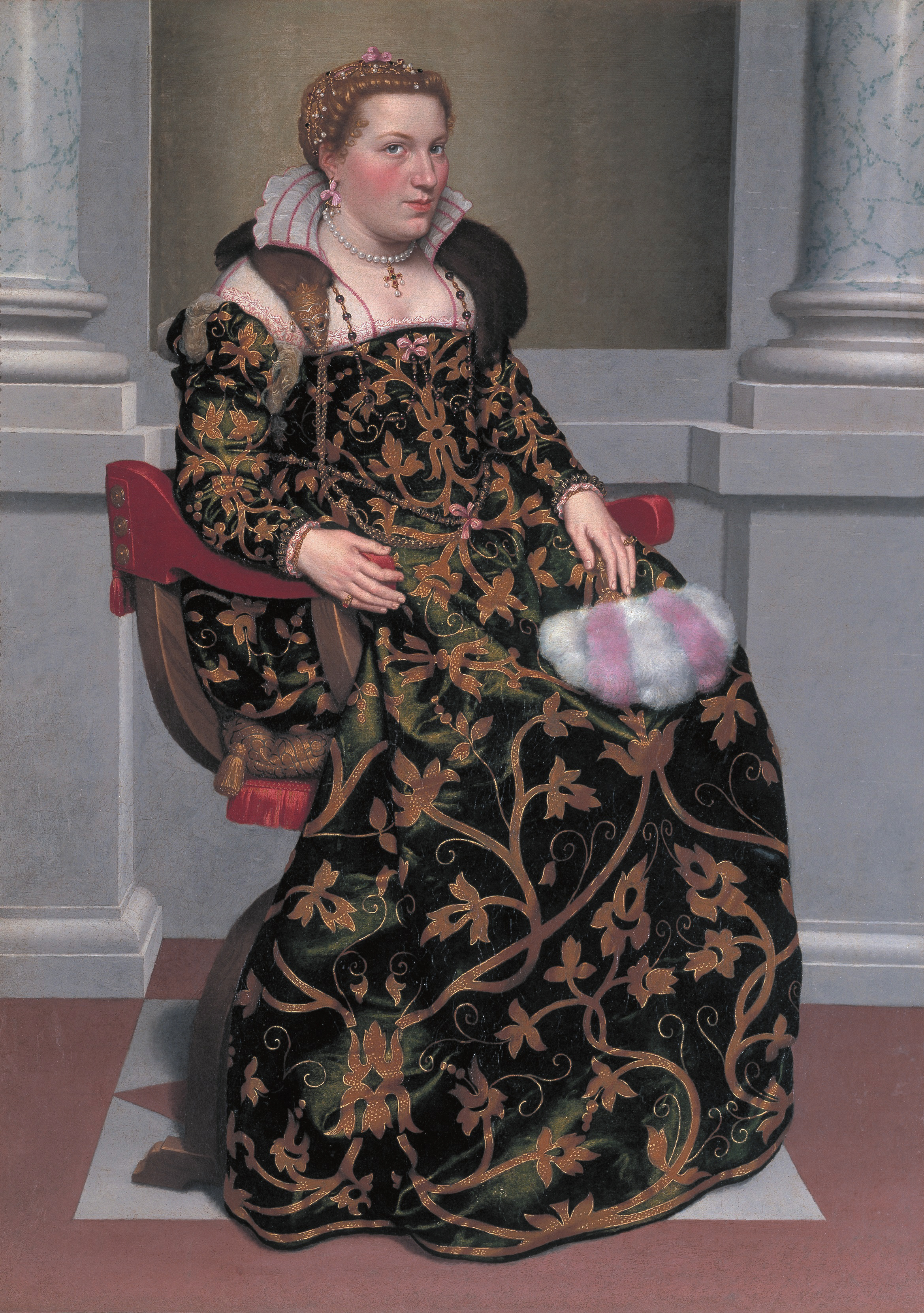
Portret van Isotta Brembati Grumelli
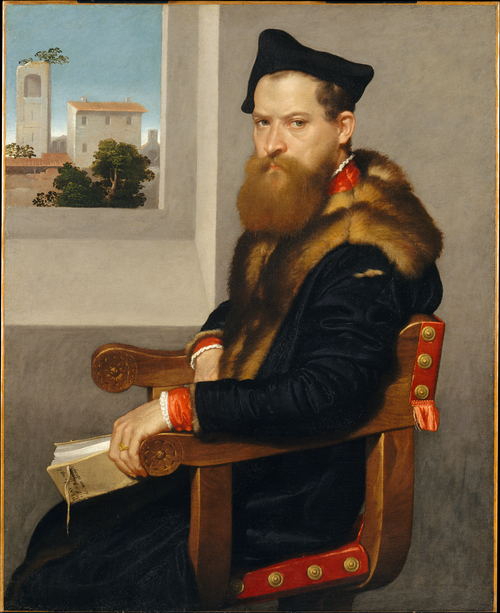
Portret van canon Bartolomeo Bonghi
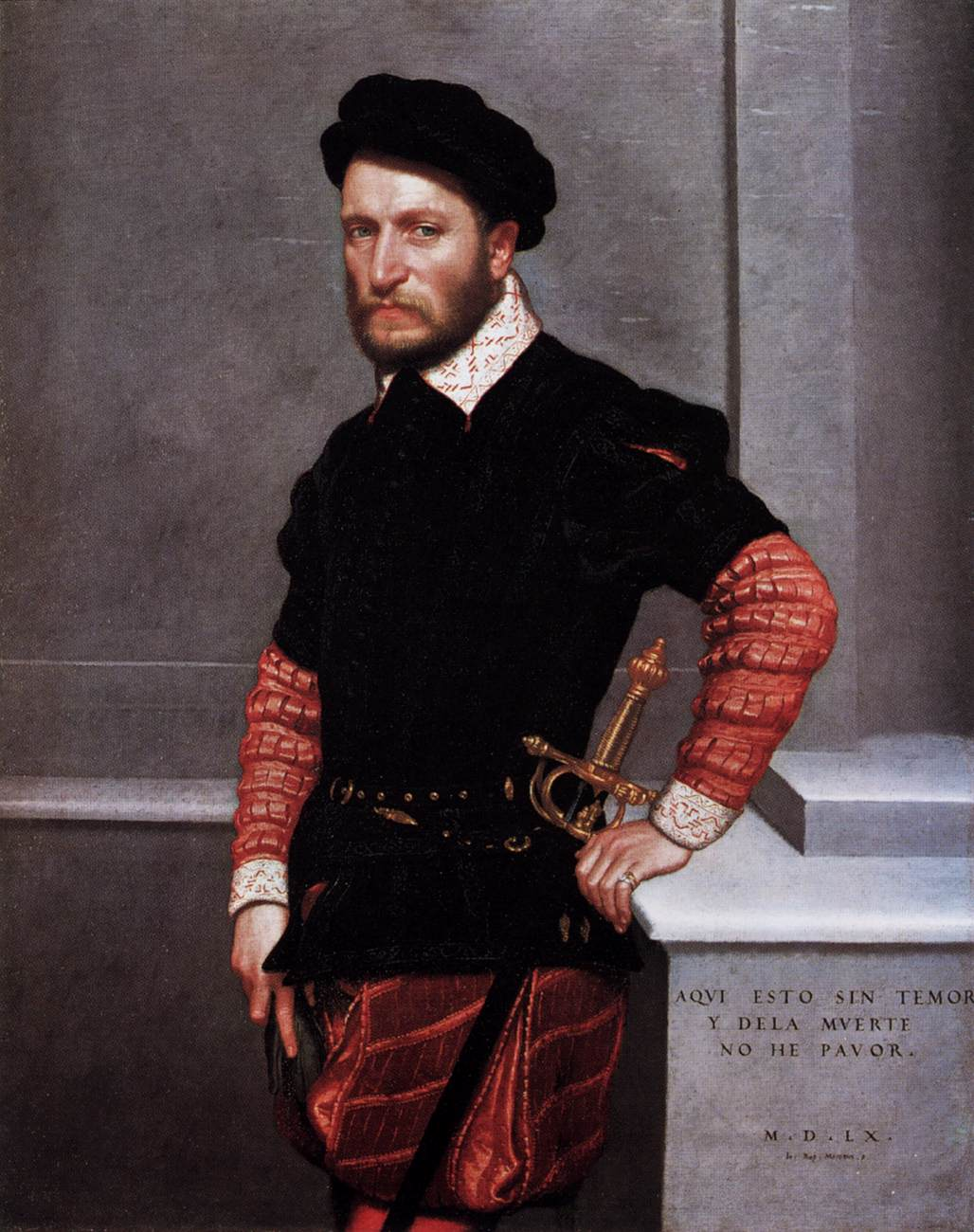
Portret van Don Gabriel de la Cueva
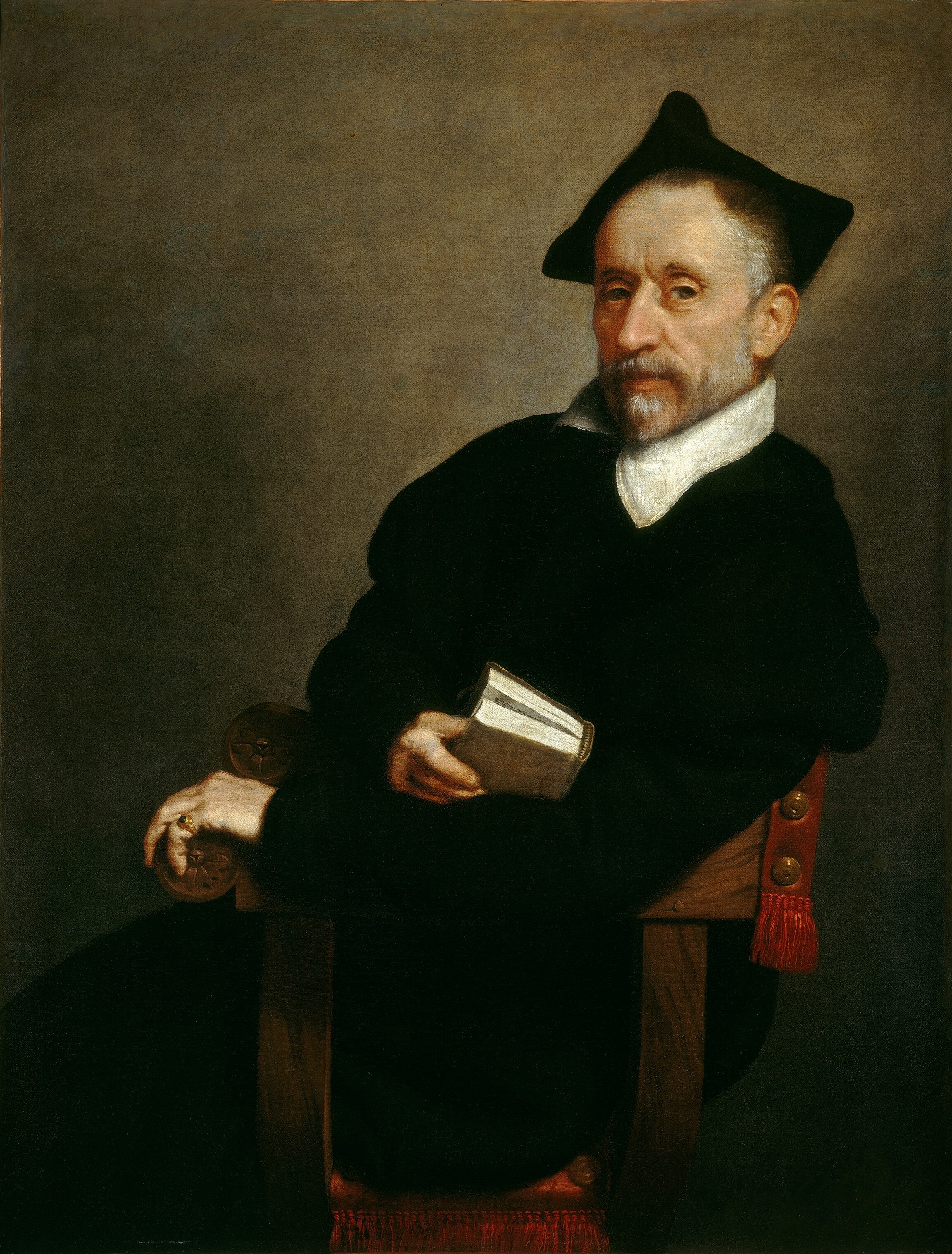
Portret van een schoolmeester, eerder toegeschreven aan Titiaan
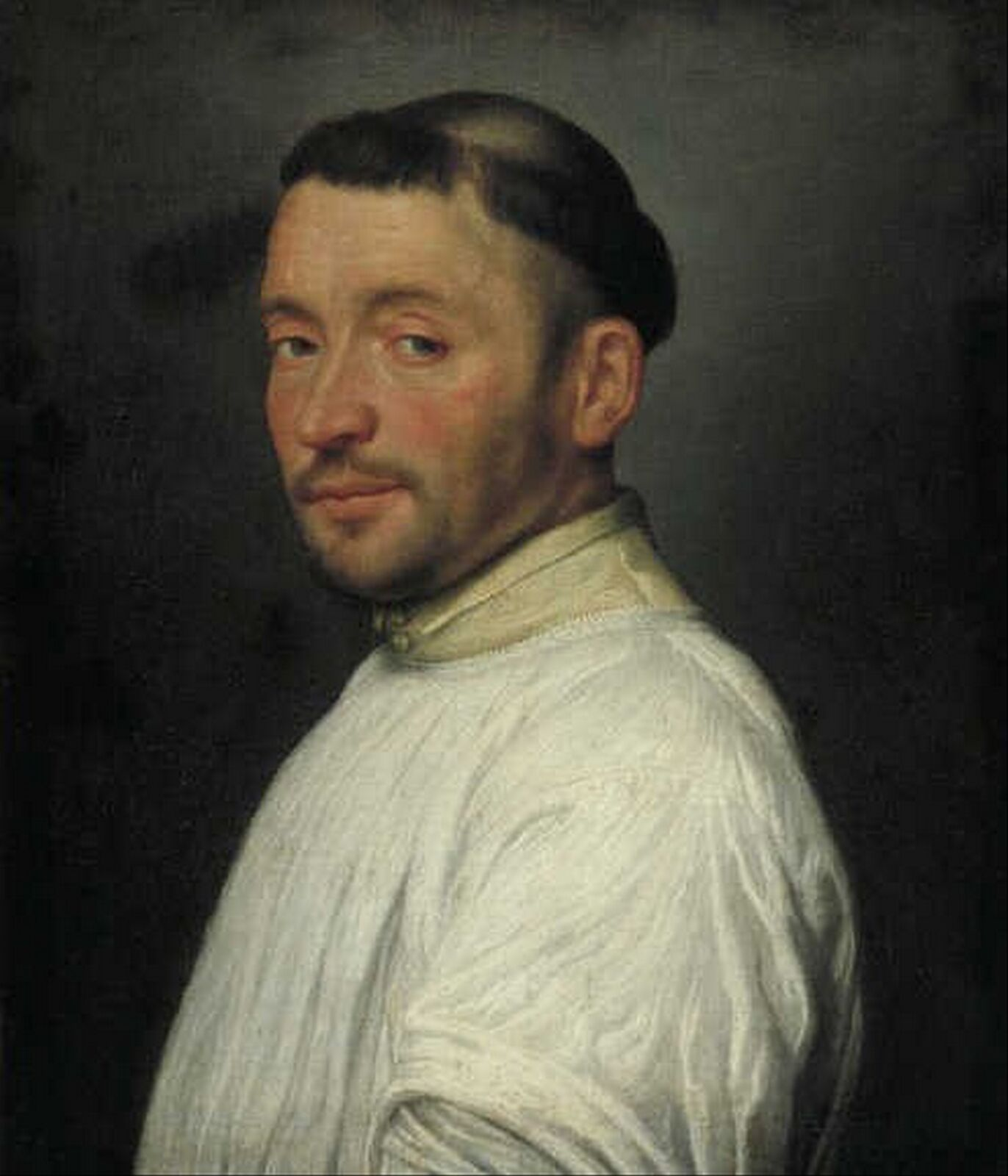
Een Capucijner monnik, Museum Boijmans Van Beuningen